# Acanthopale pubescens
Acanthopale pubescens é uma espécie do gênero Acanthopale da família de plantas Acanthaceae. A espécie é encontrada no oeste e no sudeste da Africa. Na Etiópia, Acanthopale pubescens é encontrada na floresta de Sheka. A planta é utilizada para alimentar as cabras. Elas também são encontradas em outra floresta na Etiópia, chamada a floresta de Odobulla, e é localmente chamada de  Herayye e servem de alimento para os Chlorocebus djamdjamensis. A espécie foi primeiramente mas incorretamente descrita por Gustav Lindau como Dischistocalyx pubescens em 1895. Depois Adolf Engler publicou corretamente a espécie. Em 1899 C.B.Clarke transferiu a espécie para o gênero Acanthopale e publicou isso no livro Flora of Tropical Africa.